# Tongxiang
Tongxiang (chinesisch 桐乡市, Pinyin Tóngxiāng Shì) ist eine kreisfreie Stadt mit 1.029.754 Einwohnern (Stand: Zensus 2020) im Norden der Wu-sprachigen Provinz Zhejiang der Volksrepublik China. Sie hat eine Gesamtfläche von 727,3 km² und gehört zum Verwaltungsgebiet der bezirksfreien Stadt Jiaxing. Tongxiang hat ein Problem mit Wasserverschmutzung.

## Administrative Gliederung
Auf Gemeindeebene setzt sich Tongxiang aus drei Straßenvierteln, neun Großgemeinden und einer Gemeinde zusammen. Diese sind:
- Straßenviertel Wutong (梧桐街道), Sitz der Stadtregierung;
- Straßenviertel Fengming (凤鸣街道);
- Straßenviertel Longxiang (龙翔街道);
- Großgemeinde Puyuan (濮院镇);
- Großgemeinde Tudian (屠甸镇);
- Großgemeinde Gaoqiao (高桥镇);
- Großgemeinde Heshan (河山镇);
- Großgemeinde Wuzhen (乌镇镇);
- Großgemeinde Shimen (石门镇);
- Großgemeinde Dama (大麻镇);
- Großgemeinde Chongfu (崇福镇);
- Großgemeinde Zhouquan (洲泉镇);
- Gemeinde Tongfu (同福乡).

## Demographie
Beim Zensus im Jahre 2000 wurden in Tongxiang 713.399 Einwohner gezählt. Davon waren 99,30 % Han-Chinesen, 0,25 % Miao, 0,22 % Tujia, 0,04 % Zhuang, 0,04 % Bouyei, 0,03 % Yi, 0,02 % Dong, 0,01 % Hui und 0,09 % Angehörige sonstiger Völker Chinas.

## Städtepartnerschaft
Seit 2002 existiert eine Partnerschaft mit Bandırma in der Türkei.